# Høst
 For alternative betydninger, se Høst (flertydig). (Se også artikler, som begynder med Høst)
Høst er indenfor landbrug den proces, hvor man indsamler en dyrket afgrøde, og tillige navnet på den periode, hvori dette sker. Høstsæsonen kulminerer ved midsommer i august, der af samme grund hed høstmåned på gammelt dansk.
Høsten har gennem historien været af stor betydning for landbrugssamfundene, hvad der bl.a. har ført til dyrkelse af særlige høstguder eller høst-aspekter ved frugtbarhedsguder.